# Шеннон Чакраборті
Шеннон А. Чакраборті (англ. Shannon A. Chakraborty); нар. 7 грудня 1985) — американська письменниця історичного фентезі та спекулятивної фантастики, яка живе в Квінсі, штат Нью-Йорк, авторка «Трилогії Девабада».

## Літературна кар'єра
Дебютний роман Чакраборті «Латунне місто» отримав високу оцінку, коли дебютував 2017 року, і став фіналістом кількох премій у жанрі наукової фантастики та фентезі, зокрема премії Кроуфорда, премії Комптона Крука, премії Локуса, Британської премії фентезі, Всесвітньої премії фентезі. Він отримав нагороду Booknest.eu за найкращий дебютний роман. Книжка «Мідний край», продовження трилогії, вийшла 2019 року та викликала схвальні відгуки критиків, а пізніше того ж року Чакраборті було названо фіналісткою премії Джона В. Кемпбелла. Остання частина трилогії про Девабад, «Імперія золота», вийшла у червні 2020 року. «Срібна ріка: оповіді з трилогії про Девабад», збірка історій, дія яких відбувається в Девабаді, вийшла 2022 року.
Дія наступної трилогії Чакраборті, яка звучить як «Одинадцять друзів Оушена» та «Пірати Карибського моря», розгортається в Індійському океані XII століття. У дебютній книжці серії «Пригоди Аміни ас-Сірафі» сумнозвісна піратка на пенсії повертається до свого старого ремесла, коли їй пропонують шанс виправити помилку з минулого та здобути легендарний скарб. Вона вийшла у лютому 2023 року у видавництві Harper Voyager.

## Екранізації
У травні 2020 року було оголошено, що кінотелекомпанія Complete Fiction розроблятиме серіал на основі «Трилогії Девабада» для Netflix.

## Особисте життя
Чакраборті народилася та виросла в Нью-Джерсі в родині католиків і прийняла іслам у підлітковому віці; Чакраборті — її ім'я у шлюбі. Спочатку вона мала намір стати історикинею, що спеціалізується на Близькому Сході; однак фінансова криза 2008 року зруйнувала ці плани, тож поки вона працювала, щоб прогодувати себе та свого чоловіка, водночас була зайнята написанням того, що називала «історичним фанфіком», який згодом став її першим романом «Латунне місто».
Живе у Нью-Джерсі з чоловіком і дочкою.

## Нагороди
- Listen List (2024). Пригоди Аміни ас-Сірафі. Озвучили Ламіс Іссак і Амін Ель Гамаль. HarperAudio.

### Трилогія Девабад
1. Латунне місто (2017) ISBN 978-0062678119
2. Мідний край (2019) ISBN 978-0062678133
3. Імперія золота (2020) ISBN 978-0008239497

### Аміна ас-Сірафі
1. Пригоди Аміни ас-Сірафі (2023)ISBN 978-0062963505

### Коротка художня проза
1. «The Djinn» (2011) (як С. Алі), опубліковано в Expanded Horizons випуск 29, червень 2011
2. «Єрушалом» (2011) (як С. Алі), опубліковано в Crossed Genres випуск 31, липень 2011
3. «Bilaadi» (2012) (як С. Алі), опубліковано в The Future Fire лютий 2012

### Збірки
1. Срібна ріка: оповіді з трилогії про Девабад /The River of Silver: Tales From the Daevabad Trilogy (2022) ISBN 978-0063093737

## Переклади українською
- Чакраборті, Шеннон А (202153). Мідний край. Книга 2. : Трилогія Девабада. Т. 2. Переклад: Сокульська, Ксенія. Nebo BookLab Publishing. с. 624. ISBN 9786178383541.
- Чакраборті, Шеннон А (2023). Латунне місто. Книга 1. : Трилогія Девабада. Т. 1. Переклад: Сокульська, Ксенія. Nebo BookLab Publishing. с. 568. ISBN 9786177914258.

## Зовнішні посилання
- Шеннон Чакраборті на сайті Internet Speculative Fiction Database (англ.)